# Вепринська сільська рада
Вепринська сільська рада — колишня адміністративно-територіальна одиниця та орган місцевого самоврядування у Радомишльському районі Малинської і Волинської округ, Київської й Житомирської областей УРСР та України з адміністративним центром у с. Веприн.

## Населені пункти
Сільській раді були підпорядковані населені пункти:
- с. Веприн

## Населення
Відповідно до результатів перепису населення СРСР, кількість населення ради, станом на 12 січня 1989 року, становила 1 134 особи.
Станом на 5 грудня 2001 року, відповідно до перепису населення України, кількість мешканців сільської ради становила 830 осіб.

## Склад ради
Рада складалась з 12 депутатів та голови.

## Керівний склад сільської ради
| ПІБ                         | Основні відомості                                                         | Дата обрання | Дата звільнення |
| --------------------------- | ------------------------------------------------------------------------- | ------------ | --------------- |
| Старовойт Віталій Борисович | Сільський голова, 1952 року народження, освіта, безпартійний              | 26.03.2006   | 31.10.2010      |
| Старовойт Віталій Борисович | Сільський голова, 1952 року народження, освіта вища, член Партії регіонів | 31.10.2010   |                 |

Примітка: таблиця складена за даними джерела

## Історія
Створена 1923 року в с. Веприн Вишевицької волості Радомисльського повіту Київської губернії. 7 березня 1923 року увійшла до складу новоствореного Радомишльського району Малинської округи. Станом на 13 лютого 1928 року в складі сільської ради значаться хутори Багно, Буди, Гилів, Груд, Замір'я, Кобинка, Кругле, Перше Травня, Погреби, Худалів Ліс, на 1929 рік — комуна «Червона Зоря». Станом на 1 жовтня 1941 року ці населені пункти не перебувають на обліку в раді.
Станом на 1 вересня 1946 року сільрада входила до складу Радомишльського району Житомирської області, на обліку в раді перебувало с. Веприн.
5 березня 1959 року, відповідно до рішення Житомирського облвиконкому № 161 «Про ліквідацію та зміну адміністративно-територіального поділу окремих сільських рад області», внаслідок укрупнення колгоспів, територію та населені пункти ради приєднано до складу Вишевицької сільської ради Радомишльського району.
Відновлена 7 квітня 1980 року в складі Радомишльського району, відповідно до рішення Житомирського облвиконкому № 181 «Питання адміністративно-територіального поділу», у складі сіл Веприн Вишевицької та Вирва Макалевицької сільських рад Радомишльського району. 26 червня 1992 року с. Вирва передане до складу новоствореної Іршанської сільської ради Радомишльського району.
Припинила існування 23 листопада 2015 року через об'єднання до складу Вишевицької сільської територіальної громади Радомишльського району Житомирської області.